# Medalla per la Conquesta de Budapest
La Medalla per la Conquesta de Budapest (Rus: Медаль «За взятие Будапешта» - Transliterat: Medal "Za vsyatie Budapeshta") és una medalla de la Guerra Ofensiva de la Gran Guerra Patriòtica, creada el 9 de juny de 1945 per Stalin i atorgada a tots els soldats de l'Exèrcit, Marina, Tropes del Ministeri d'Interior (MVD) i Tropes del Comitè de Seguretat de l'Estat (KGB) que van participar en la Batalla de Budapest del 20 de desembre de 1944 al 15 de febrer de 1945.
Va ser instituïda a petició del Comissariat del Poble, pel Decret de la Presidència del Soviet Suprem de l'URSS, sent publicat a la Gaseta del Soviet Suprem nº34, del 9 de juny de 1945.
Penja a l'esquerra del pit, i se situa després de la medalla per la victòria sobre el Japó.
El cap de la rereguarda de l'Exèrcit Roig, General d'Exèrcit Hrulev ordenà al Comitè Tècnic de la Direcció Principal d'Intendència l'elaboració de projectes per crear condecoracions per la conquesta i l'alliberament de ciutats fora dels límits de la Unió Soviètica, projecte que va atraure a molts pintors. La presentació dels primers esbossos tingué lloc el 24 d'abril, i només 6 dies després ja es va presentar una sèrie de projectes. Finalment s'examinaren 116 dibuixos, i el 3 de maig el gravador B. Andrianov realitzà mostres sobre els projectes escollits. Finalment va ser el pintor A.I. Kuznetsov, autor d'algunes altres medalles.
Va ser atorgada sobre unes 362.000 vegades.
Per l'extraordinari valor i coratge en les batalles per l'ocupació de Budapest, unes 80 divisions van ser honorades amb el títol "Budapest".
Pel decret de la Presidència del Soviet Suprem de l'URSS del 5 de febrer de 1951 s'establí que la Medalla per la Conquesta de Budapest i el seu certificat quedaven en possessió de la família un cop traspassés el propietari (fins llavors s'havien de retornar a l'Estat)

## Disseny
És una medalla de coure de 32mm de diàmetre amb la inscripció "За взятие Будапешта" (La Conquesta de Budapest) al mig. A sota hi ha unes branques de llorer amb la falç i el martell al mig i a la punta superior hi ha una estrella. Al revers hi ha la inscripció "13 ФЕВРАПЯ 1945" 
Es suspèn sobre un galó pentagonal taronja amb una franja al mig blava.